# گوگل نکسوس
نکسوس (به انگلیسی: Nexus)یک سری از دستگاه‌های موبایل است که از سیستم‌عامل اندروید تولید شده توسط گوگل استفاده کرده و با همکاری تولید کنندگان منتخب سخت افزار که سامسونگ،اچ تی سی،ال جی،موتورولا و هوآوی بودند ، ساخته می‌شود. هدف از تولید سری نکسوس، ارائه تجربهٔ "اندروید خالص" بود.اکنون این گوشی ها با سری "پیکسل" جایگزین شده.

## محصولات

### نکسوس وان

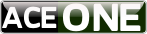
نکسوس

اولین اسمارت فون از سری دستگاه‌های نکسوسی می‌باشد که با همکاری اچ تی سی در ژانو نسخه با اندروید ۴.۰ (بستنی حصیری) عرضه شد وتا نسخهٔ ۴.۳ (جلی بین) آپدیت اندروید را دریافت کرد.

### نکسوس ۴

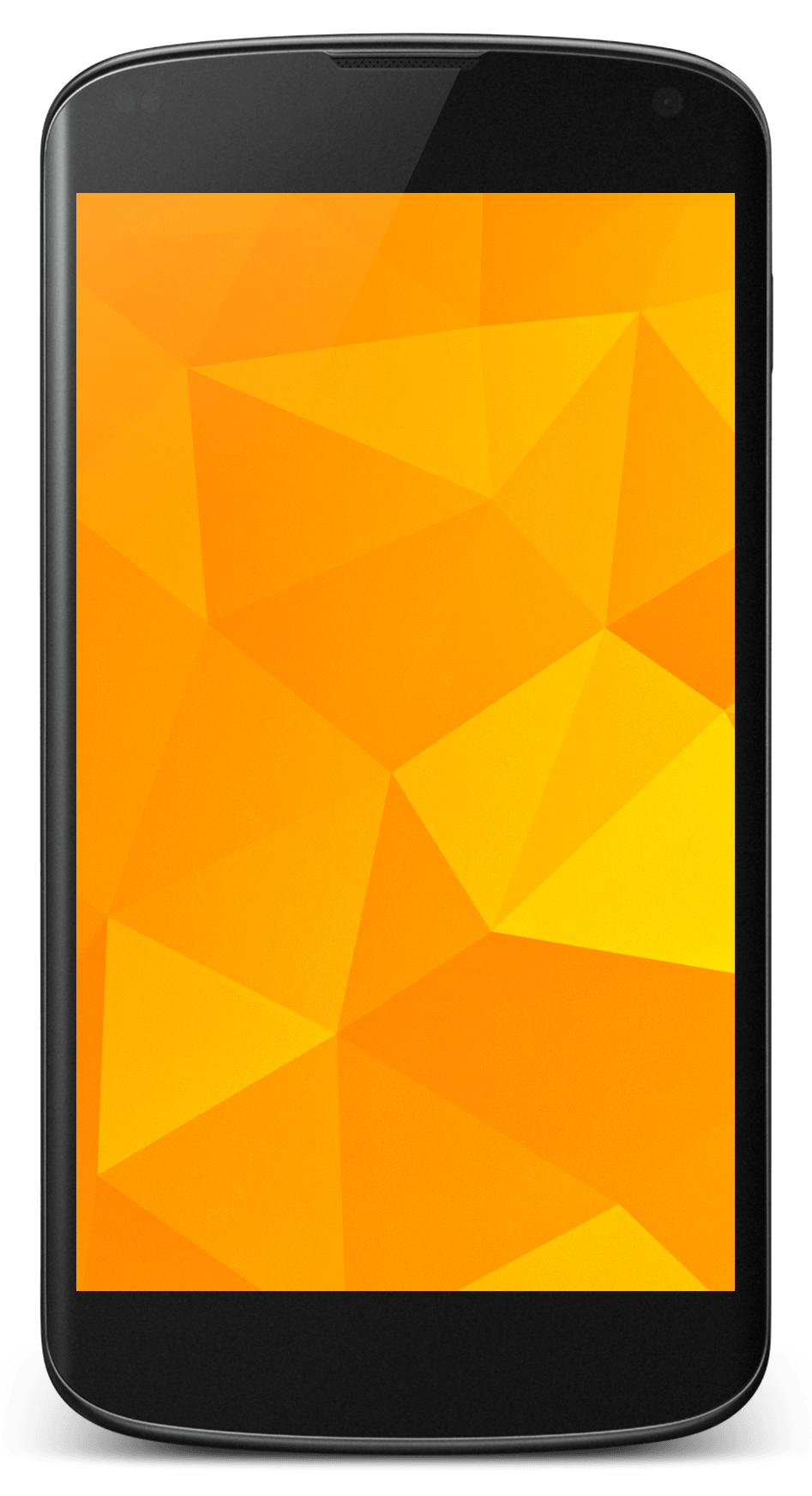
نکسوس ۴

نکسوس فور که با همراهی ال جی در نوامبر ۲۰۱۲ به بازار عرضه شد به عنوان اولین اسمارت فون موفق از سری گجت‌ها ی نکسوس شناخته می‌شود. این دستگاه با صفحه نمایش ۴.۷ اینچی، دوربین هشت مگاپیکسلی و شیشه ی گوریلا گلس ۲ به همراه پردازندهٔ قدرتمند کوالکام اسنپ دراگون اس ۴ عرضه شد که موفقیت خود را با فروش بالا و رضایت مصرف کنندگان از اسمارت فون‌های نکسوسی به دست آورد. این دستگاه با اندروید نسخهٔ ۴.۲ (جلی بین) عرضه شد. در سال ۲۰۱۳ به آخرین نسخهٔ اندروید (اندروید کیت کت ۴.۴) ارتقا پیدا کرد. همچنین فعلاً دارای نسخهٔ 5.1.1 می‌باشد.

### نکسوس ۵

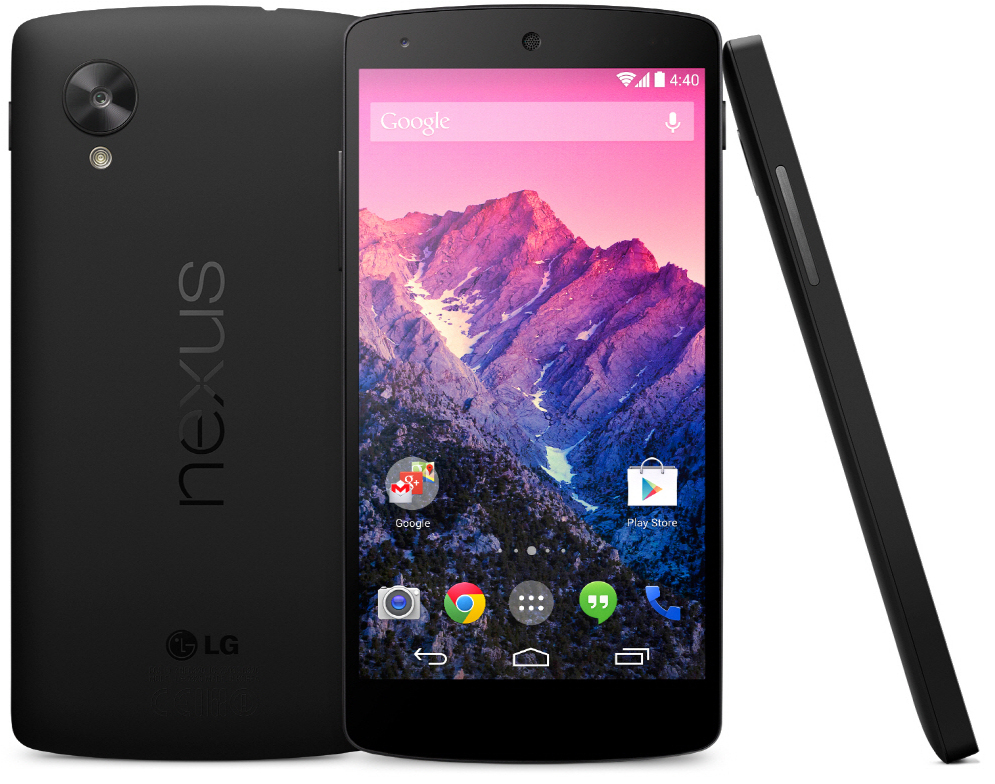
نکسوس ۵

پس از موفقیت نکسوس ۴، تصمیم گوگل بر آن شد تا نکسوس فایو را هم با همکاری ال جی به تولید برساند. برخی مشخصات مهم این اسمارت فون بدین صورت است:
- صفحه نمایش ۴.۹۵ اینچی با رزولوشن ۱۰۸۰×۱۹۲۰ پیکسل
- شیشه ی گوریلا گلس ۳
- باتری ۲۳۰۰ میلی آمپری
- پردازندهٔ فوق قدرتمند در زمان خود کوالکام اسنپ دراگون ۸۰۰ (کریت ۴۰۰) با کلاک تایم ۲.۲۶ گیگاهرتز
- رنگ بندی متنوع در بین دستگاه‌های سری نکسوس (مشکی، سفید، زرد، قرمز)
- قیمت  ۳۴۹ دلاری

این دستگاه با اندروید نسخهٔ ۴.۴ عرضه شده‌است و به همراه نکسوس ۷ (۲۰۱۳) و بعد از دریافت اندروید لالی پاپ  اندروید 6 را نیز دریافت کرد.

### نکسوس ۶ (۲۰۱۴)
گوگل در تاریخ 15 اکتبر (23 مهر) با معرفی محصول شاخص خود یعنی نکسوس 6 به‌طور رسمی به حوزه فبلت وارد شد.  پس از همکاری موفق گوگل و ال‌جی که طرفین نیز—دستکم در ابتدای کار—از آن رضایت کامل داشتند، محصول جدید گوگل پس از طی فرآیند طراحی برای ساخت به موتورولا سپرده شده‌است.
مطابق اعلام رسمی گوگل، نکسوس 6 با حافظه 32 گیگابایتی با قیمت  649 دلار و با حافظه 64 گیگابایتی با قیمت 699 دلار قیمت‌گذاری شده‌است که در مقایسه با نکسوس 5 -- با قیمت 349 دلار برای نسخه 16 گیگابایتی و 399 دلار برای نسخه 32 گیگابایتی—تا حد زیادی گرانتر است. البته قیمت نکسوس 5 همچنان بدون تغییر باقی خواهد ماند. 
برخی مشخصات مهم این اسمارت فون بدین صورت است:
- صفحه نمایش 5.96 اینچی با رزولوشن 1440×2560 پیکسل
- شیشه ی گوریلا گلس ۳
- باتری 3220 میلی آمپری
- پردازندهٔ  کوالکام اسنپ دراگون 805 (کریت 450) با کلاک تایم 2.7 گیگاهرتز
- رنگ بندی  :(ابی تیره، سفید)
- قیمت : 649 دلار

## تبلت‌ها

### نکسوس ۷ (۲۰۱۲)
مقالهٔ اصلی: نکسوس ۷ (۲۰۱۲)

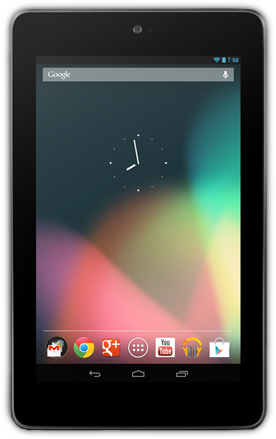
نکسوس سون ۲۰۱۲

 نکسوس ۷ ۲۰۱۲ تبلت موفق سری نکسوس می‌باشد که در ۲۷ ژوئن ۲۰۱۲ با همکاری ایسوس به بازار عرضه شد. قیمت فوق العاده ارزان این محصول (۲۰۰ دلار ) باعث شد تا ۷ میلیون دستگاه از این گجت فروخته شود. 
این تبلت با اندروید ۴.۱ (جلی بین) عرضه شد و آپدیت اندروید (اندروید ۴.۴ کیت کت) را نیز دریافت کرده‌است. از مزایای این دستگاه می‌توان به پردازندهٔ ۴ هسته‌ای تگرا ۳ انویدیا و از نواقص آن به نداشتن دوربین عقب اشاره کرد.

### نکسوس ۷ (۲۰۱۳)
مقالهٔ اصلی: نکسوس ۷ (۲۰۱۳)

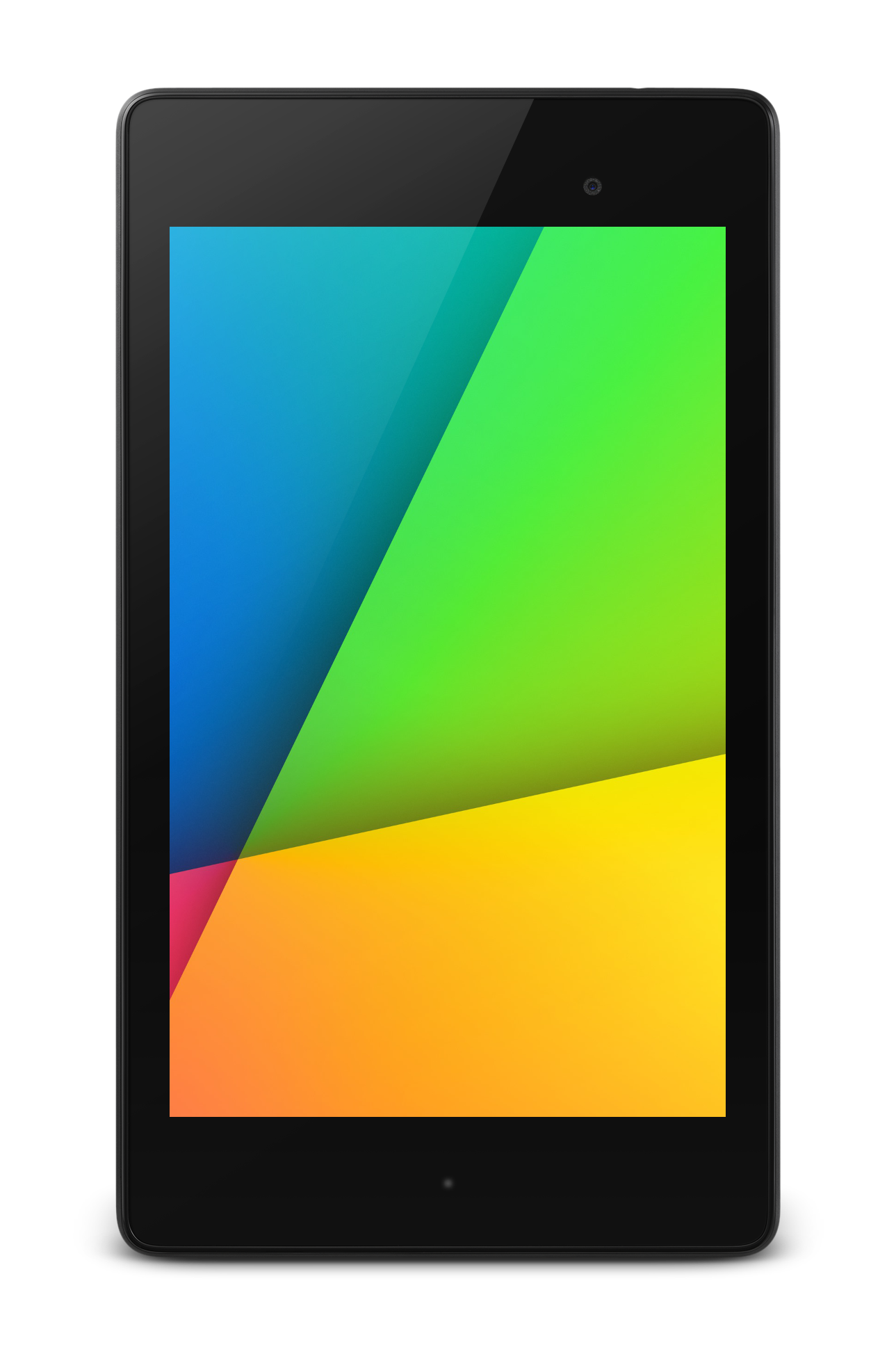
نکسوس سون ۲۰۱۳

پس از موفقیت بی‌نظیر نکسوس سون (۲۰۱۲)، تصمیم گوگل بر آن شد تا دومین سری از این تبلت را نیز با همکاری ایسوس در ژوئیه ۲۰۱۳ عرضه کند. 
این دستگاه با اندروید نسخهٔ ۴.۳ ( جلی بین ) عرضه شده‌است که به نسخهٔ ۴.۴ اندروید (کیت کت) آپدیت شده و به همراه نکسوس ۵ اولین گجت‌هایی بودند  که به نسخهٔ  اندروید (اندروید 5 لالی پاپ) آپدیت شدند. 
این دستگاه به دوربین عقب ۵ مگاپیکسلی مجهز شده، اما قیمت آن با ۲۹ دلار افزایش نسبت به نسل قبلی خود به قیمت ۲۲۹ دلار فروخته می‌شود. پردازندهٔ این گجت نیز کوالکام اسنپ دراگون اس ۴ با کلاک تایم ۱.۵۱ گیگاهرتز می‌باشد.

### نکسوس ۱۰ (۲۰۱۲)
مقالهٔ اصلی: نکسوس ۱۰

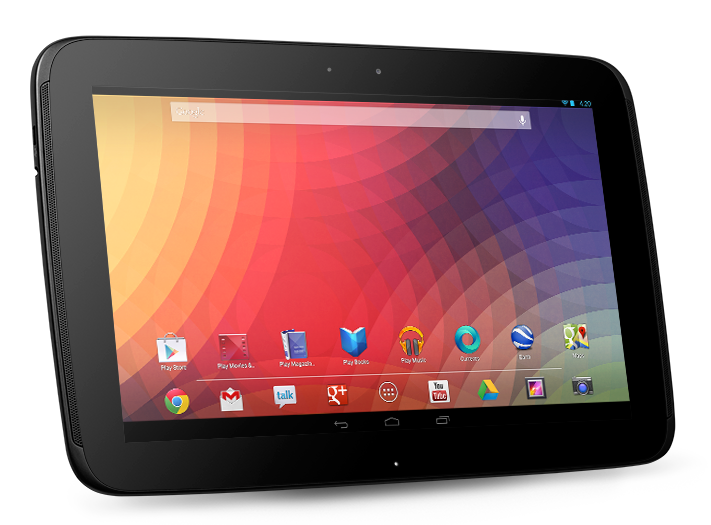
نکسوس ده

نکسوس تن، محصول سومین همکاری گوگل و سامسونگ در قالب تولید تبلت می‌باشد که در اکتبر ۲۰۱۲ با اندازهٔ ۱۰.۱ اینچی عرضه شد. این تبلت با پردازندهٔ اگزینوس ۵ با کلاک تایم ۱.۷ گیگاهرتز و اندروید نسخهٔ ۴.۲ ( جلی بین ) عرضه شد که به اندروید نسخهٔ ۴.۴ (کیت کت) ارتقا یافته‌است.

## سایر دستگاه‌ها

### نکسوس کیو
مقالهٔ اصلی: نکسوس کیو
نکسوس کیو نوعی مدیاپلیر از سری گجت‌های نکسوس است که به قیمت ۲۹۹ دلار در ژوئن ۲۰۱۲ با اندروید نسخهٔ ۴.۰ (بستنی حصیری) عرضه شد. 
این محصول به‌طور غیررسمی با کروم کست جایگزین شد.